# Elde (rivier)
De Elde is met 208 km de langste rivier in de Duitse deelstaat Mecklenburg-Voor-Pommeren. De rivier ligt in het zuiden en zuidwesten van de deelstaat en verbindt het gebied rondom Müritz met de Elbe.
- Virtual International Authority File: 297717659